# Ловци (село)
Ловци е село в Южна България. То се намира в община Мадан, област Смолян.

## География
Село Ловци се намира в планински район.

## История
Има данни за съществуването му от преди 400 г. Съществува все още и добре запазен римски мост, който е в покрайнините на селото и все още се използва.

## Население
Жителите на селото изповядват исляма и са българи мохамедани.